# Вторгнення Аргентини у Південну Джорджію
Вторгнення у Південну Джорджію (ісп. Operación Georgias), також відоме як Битва за Грютвікен, відбулося 3 квітня 1982 року, коли військово-морські сили Аргентини захопили контроль над східним узбережжям Південної Джорджії, подолавши опір невеликої групи британських морських піхотинців у Грютвікені.
Аргентинська інтервенція розпочалась 19 березня, коли група цивільних робітників без дозволу британської сторони висадилась на острові військового транспорту ARA Bahía Buen Suceso та підняла прапор Аргентини. У команді робітників під виглядом полярних дослідників  були присутні аргентинські морські піхотинці.

## Передумови
Британську присутність поблизу місця висадки аргентинців 19 березня забезпечувала лише цивільна Антарктична служба. Її посадова особа, Тревор Едвардс (Trefor Edwards), передав  командиру Buen Suceso, капітану Бріаторе (Briatore), вимагаючи спустити прапор, а групі аргентинців — залишити острови, про що поінформували керівника британської полярної станції у Грютвікені, Стіва Мартіна. Бріаторе відповів, що місія отримала дозвіл британського посольства в Буенос-Айресі.
Мартін зв'язався з губернатором Фолклендських островів Рексом Гантом (Rex Hunt) (Південна Джорджія адміністративно керувалася через них). Після консультацій з Лондоном, Гант отримав розпорядження направити на острів  HMS Endurance з  22 бійцями Королівської морської піхоти.

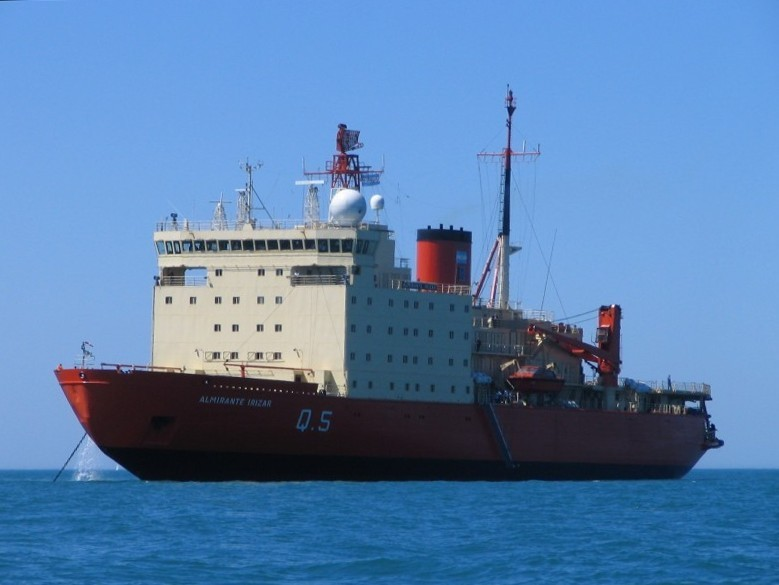
ARA Almirante Irízar, перше судно ВМС Аргентини, яке з'явилося Грютвікені у грудні 1981.

Приводом для висадки робітників зі збору брухту був контракт 1978 року між аргентинським бізнесменом, Константино Давідофом (Constantino Davidoff), і британською компанією на утилізацію покинутих китобійних станцій на острові. Знаючи про цей контракт, керівництво аргентинських ВМС задумало план захоплення бізнесу Давидоффа у Південній Джорджії, щоб створити таємну базу на спірній території. Цей задум отримав назву Операція Альфа.
Аргентинці вже здійснили дві подорожі на острови, одну з яких у грудні 1981 року на борту криголама своїх ВМС, створивши на покинутих китобійних станціях запаси продовольства.
Відмова аргентинців дотримуватися дипломатичних формальностей спонукала Уайтхолл обрати опцію обмеженої демонстрації сили. Тим часом британське посольство в Буенос-Айресі виступило з офіційним протестом. Відповідь аргентинського міністра закордонних справ, здавалося, була примирливою у ній стверджувалося, що Buen Suceso скоро залишить острів, і його місія не має жодних офіційних повноважень.
Вранці 22 березня Buen Suceso залишив острів. Однак у другій половині дня, спостережний пункт британських полярників виявив присутність аргентинського персоналу і передав інформацію в Лондон. Як наслідок, Міністерство закордонних справ вирішило наказати HMS Endurance евакуювати будь-яких громадян Аргентини, що залишилися на Південній Джорджії.

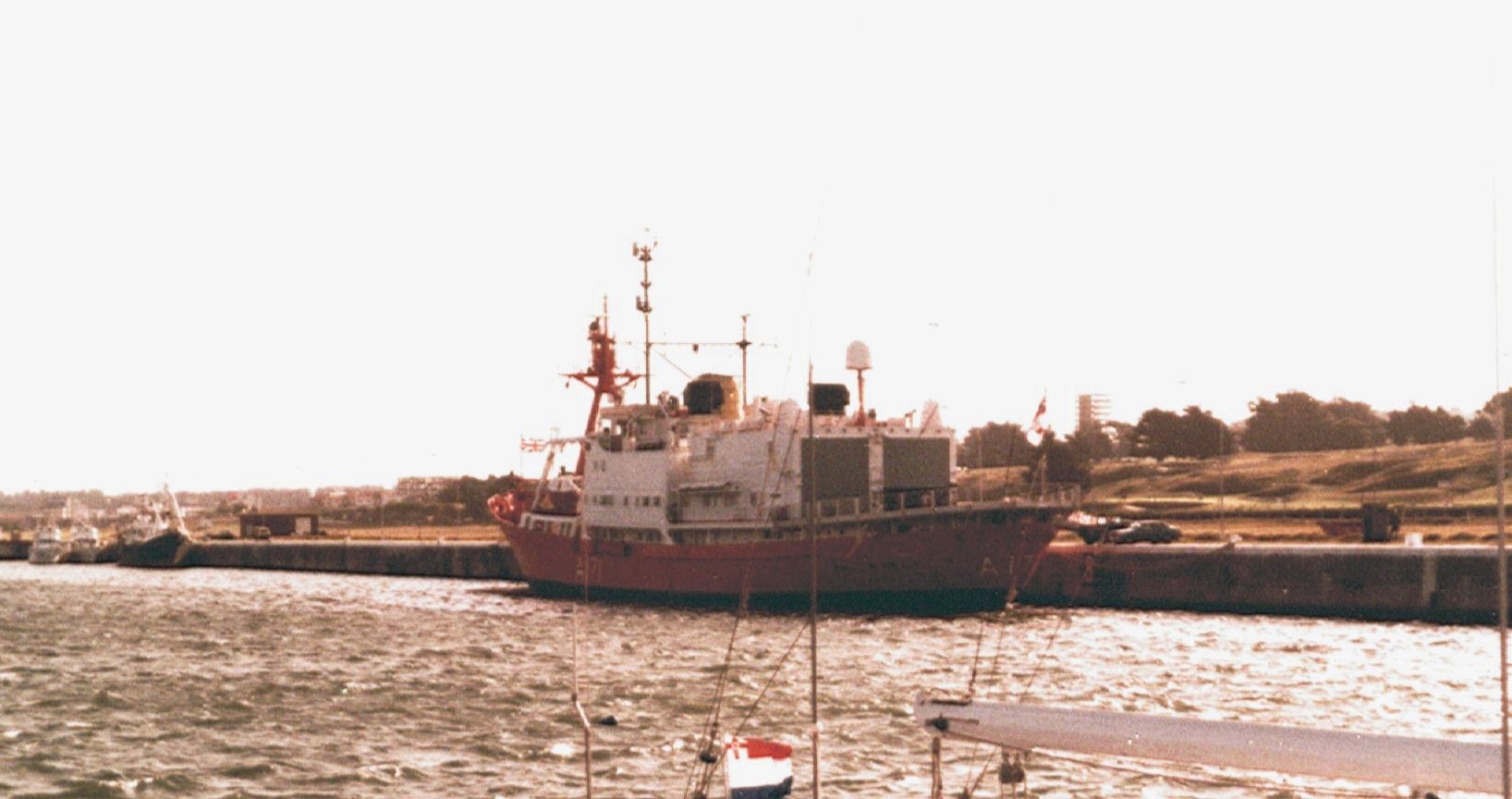
HMS Endurance в Мар-дель-Плата військово-морської бази, під час свого візиту на Фолклендах в лютому 1982 року

Британське рішення наштовхнулось на аргентинські контрзаходи: два корвети були розміщені між Фолклендськими островами.  Крім того,  прибувши на місце подій, HMS Endurance виявив дослідницький корабель ВМС Аргентини ARA Bahía Paraíso на якорі. З цього судна висадився загін з 10 військово-морських командос, взятих ним з аргентинської полярної станції на Південних Оркнейських островах.
Перед лицем потенційного військового конфлікту, британське міністерство закордонних справ почало шукати якийсь компроміс. Міністр, лорд Карінгтон запропонував своєму аргентинському колезі, легалізувати присутність аргентинців на островах, давши їм тимчасовий дозвіл. Натомість аргентинська сторона заявила, що вона не потребує такого дозволу, а аргентинці можуть відвідувати острів відповідно до договору про сполучення 1971 року. Губернатор Рекс Гант рішуче відкинув таке трактування договору, дійсного тільки для Фолклендів й висловив стурбованість від імені британського уряду. Аргентинська сторона залишила ситуацію у «підвішеному стані», дві держави перебували грані конфлікту.

## Битва

### 2 квітня
Не задовго до висадки аргентинців на Фолклендських островах, Bahía Paraíso та Endurance маневрували поблизу Південної Джорджії до 31 березня, поки судна не втратили контакт один з одним. Британці планували, що їх сили на островах очолюватиме Мартін, до моменту, поки аргентинці не продемонструють будь яких ворожих намірів. У цьому випадку командування мало перейти до старшого офіцера морських піхотинців на острові, лейтенанта Кейта Міллса (Keith Mills). Міллс отримав радіограму з борту HMS Endurance, яка, відповідно до інструкцій Лондона, наказувала йому здійснити лише демонстративний опір у випадку порушення аргентинцями британського суверенітету.  2 квітня, аргентинський офіцер Альфредо Астіз (Alfredo Astiz), ветеран Брудної війни, чиєї екстрадиції вимагала Франція через здійснені ним порушення прав людини, оголосив аргентинській командні на Південній Джорджії, Аргентина зайняла Фолклендські острови.
Між тим, командування наказало корвету ARA Guerrico, приєднатися до Bahía Paraíso. На борту корвета були два вертольоти (армійська «Пума» і морський Алуетт III) і ще 40 морських піхотинців, які мали посилити групу Астіза.  Метою було захоплення Грютвікену. Підрозділ назвали Grupo de Tareas 60.1 (Оперативна група 60.1), під командуванням капітана Тромбетти (Trombetta), який знаходився на борту Bahía Paraíso.
Дізнавшись про падіння Порт-Стенлі, Мілс вжив термінових заходів: його люди укріпили пляж поблизу Кінг-Едвард-Пойнт, (біля входу у бухту) колючим дротом і мінами, і підготував будівлі полярної станції до оборони. Endurance, розташували за кілька миль від берега аби забезпечувати зв'язок між невеликим британським загоном і Лондоном. Звідти уповноважили Міллса «відкривати вогонь у порядку самооборони, після попередження». Пізніше британський уряд надав інструкцію морським піхотинцям «не чинити опір, після моменту, коли його продовження призведе до безцільної втрати життів».
З іншого боку, аргентинський план здійснити висадку 2 квітня в Південній Джорджії було зірвано поганою погодою. Цей план передбачав висадку спецназівців Астіза на мисі Hope Point, неподалік від Грютвікена для забезпечення прибуття основної сили десантників вертольотами. Guerrico мав забезпечити артилерійську підтримку, маневруючи за межами затоки. Але прибуття корвета було затримане штормом, тому змінений план операції затвердили наступного дня.
Згідно з новим планом, першу висадку мав здійснити вертоліт Алуетт з Guerrico', за яким слідують три хвилі морських піхотинців з Bahia Paraiso, яких мала перевезти на Пумі. Після передачі ультиматуму британцям корвет мав увійти у гавань Грютвікена мимо Кінг-Едвард-Пойнт. Корабель мав право застосувати зброю лише за запитом десантної партії. Спецназівці Актіза залишалися у резерві на борту Bahia Paraiso. Всі учасники операції мали уникати, якщо це буде можливо, застосування зброї на ураження. Офіційний британський історик Лоуренс Фрідман вважав, що Тромбетта зробив ці розпорядження, вважаючи, що аргентинці матимуть справу лише з цивільними полярниками Антарктичної служби.

### 3 квітня
В 10:30 за Гринвічем, погода покращилася, і Bahia Paraiso запросив здачі Грютвікену. У повідомленні йшлося, що Рекс Хант визнав здачу тільки стосовно Фолклендських островів, але і залежних від них територій (тобто Південної Джорджії), що не відповідають дійсності. Міллс продублював цю радіограму на  Endurance, аби виграти час. Одночасно, він запропонував персоналу  Антарктичної служби сховатися у місцевій церкві. До того часу Alouette  пролетів над Грютвікеном і Guerrico зробив свій перший захід у бухту.
Капітан Карлос Альфонсо (Carlos Alfonso), командир  Guerrico, сумнівався чи варто вводити корвет у вузькі води бухти, але імовірно, не очікував військового опору. Водночас Тромбета сумнівався щодо боєготовності корабля який лише незадовго до операції завершив ремонт.

#### Збиття вертольоту

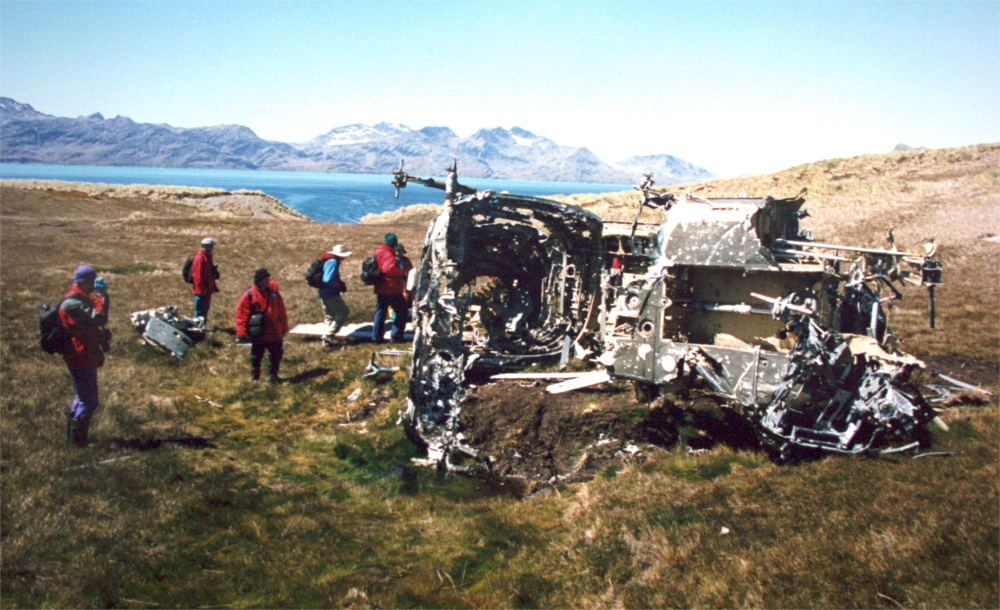
Залишки аргентинського вертольоту «Пума», збитого під час вторгнення; фото 1999.

«Пума» приземлилася з першою групою з 15 аргентинських морських піхотинців на Кінг-Едвард-Пойнт у 11:41 ранку, на протилежній стороні бухти від будинку Шеклтона, де укріпилися Королівські морські піхотинці. До того часу, на Guerrico вже дізналися про наявність британських військових на північній стороні входу у бухту. Друга хвиля десантників вилетіла з Bahia Paraiso  на борту «Пуми» о 11:47. Командир першої аргентинської групи, лейтенант Луна (Luna) просив через Guerrico — він не мав прямого зв'язку з Bahia Paraiso — щоб друга хвиля десанту отримала 60-ти міліметрові міномети, але вона вже була в польоті. Висадка повинна була відбутися на сході від групи, також у полі зору британського загону.
Вертоліт був помічений Міллсом та його бійцями, які зустріли його інтенсивним автоматичним вогнем. Пілот зміг перетнути затоку і здійснити аварійну посадку на її південному березі. Двоє чоловіків були вбиті і четверо поранені. У той же час, підрозділ Луни почав наближатися до позицій британців, але противник змусив його припинити рух і шукати укриття інтенсивним обстрілом. Після цього Луна звернувся до Guerrico за вогневою підтримкою.

#### ARAGuerrico
Корвет вдруге зайшов до бухти та об 11:55 відкрив вогонь. Втім його 20-мм гармати заїло після першого ж пострілу, а 40 міліметрову — після 6. Головна 100-мм гармата також вийшла з ладу після першого пострілу. Але можливості змінити курс корабля вже не було і він продовжив рух, потрапивши об 11:59 під вогонь стрілецької зброї та отримав попадання принаймні однієї протитанкової ракети Carl Gustaf.
За словами Міллса, його команда відкрила вогонь з дистанції 550 метрів. Через обстріл загинув один моряк, пошкоджені електричні кабелі, 40-мм гармата, пускова установка Exocet та башта 100-мм гармати. В аргентинських джерелах вказують на наявність більш як 200 отворів від куль на кораблі. Тим часом Alouette доставив додаткових морських піхотинців на берег, рухаючись за межами зони ураження їх зброї.
Хоча пошкоджений Guerrico вийшов з затоки, аргентинські війська відновили перестрілку з  бійцями Міллса. Капрал Найдж Пітерс (Nige Peters) був двічі поранений в руку. Вийшовши з зони обстрілу, екіпаж корвету зумів полагодити та відкрити вогонь зі своєї 100 міліметрової гармати Це переконало Міллса у безнадійності опору і він наказав морським піхотинцям припинити вогонь. Це сталося о 12:48. Міллс підійшов до аргентинської позиції, махаючи білим шарфом, і здався, «досягнувши своєї мети — змусити аргентинські війська застосувати військову силу».
Міллс і його люди були взяті під варту групою Актіза, яка залишалася у резерві під час бою. Endurance направила один зі своїх вертольотів на місце події. Він приземлився там і помітив у бухті аргентинський корвет і транспортний корабель бухти, але не виявили жодних ознак бою. Британське судно залишалося у водах Південної Джорджії до 5 квітня.

## Наслідки
Корвет Guerrico, який втратив 50 % своєї вогневої міці через бойові ушкодження, залишив Грютвікен разом з Bahia Paraiso о 03:15 4 квітня. Корвет провів три дні у сухому доці для здійснення ремонту. Британських морських піхотинців  доставили на борту Bahia Paraiso до Ріо-Гранде (Вогняна земля), звідки відправили літаком до Монтевідео.
Морський піхотинець Ендрю Майкл Лі (Andrew Michael Lee)  пізніше казав, що з ним та його полоненими товаришами поводились добре і обидві сторони відчували взаємну повагу: «Вони не відчували до нас ненависті. Вони розуміли, яку роботу ми зробили. Вони були морськими піхотинцями, так само як і ми.» Британські морські піхотинці повернулися на батьківщину 20 квітня. Дехто з персоналу британської Арктичної служби продовжували працювати у віддалених районах острова, не виявлені аргентинцями до того, як британці відбили його. 
ВМС Аргентини залишили підрозділ з 55 морських піхотинців на острові, де залишилися і 39 робітників. Південна Джорджія була відбита британськими силами 25 квітня 1982 року, під час операції «Параквейт».